# Cocor mare
Cocorul mare (Grus grus) cunoscut și sub numele de cocorul eurasiatic este o pasăre din familia Gruidae. O specie de dimensiuni medii, este singurul cocor frecvent întâlnit în Europa în afară de cocorul mic (Grus virgo). Este o pasăre migratoare al cărei habitat este nordul Europei și vestul Asiei și care parcurge distanțe mari (iernează în Africa și în sudul Europei).

## Taxonomie
Prima descriere formală a cocorului mare a fost făcută de naturalistul suedez Carl Linnaeus în 1758 în cea de-a zecea ediție a lucrării sale Systema Naturae sub numele binomial Ardea grus. Actuala denumire a genului, Grus, a fost stabilită de zoologul francez Mathurin Jacques Brisson în 1760. Grus este cuvântul latin pentru „cocor”.

## Descriere

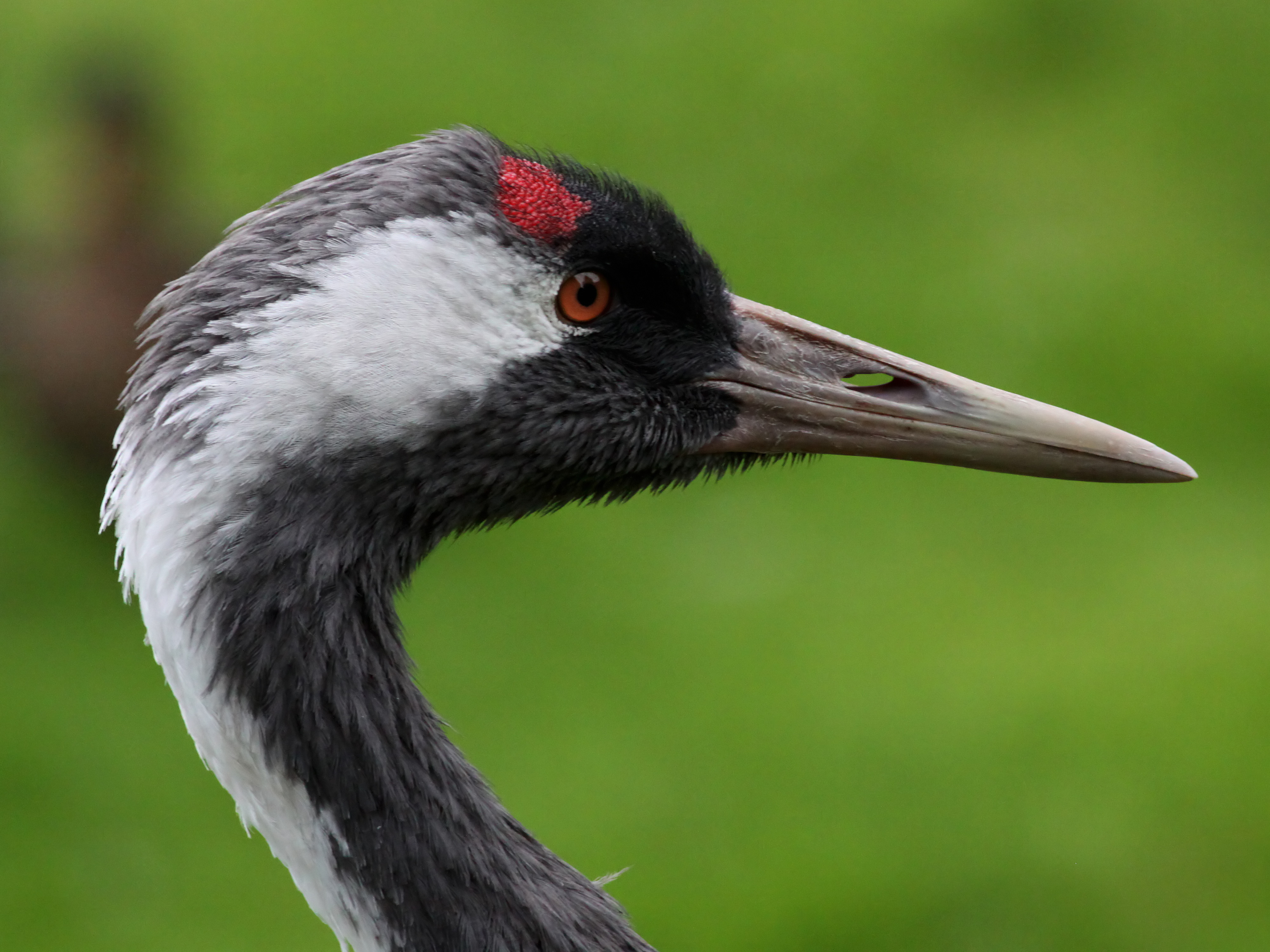
Adulții au o zonă roșie fără pene pe cap.

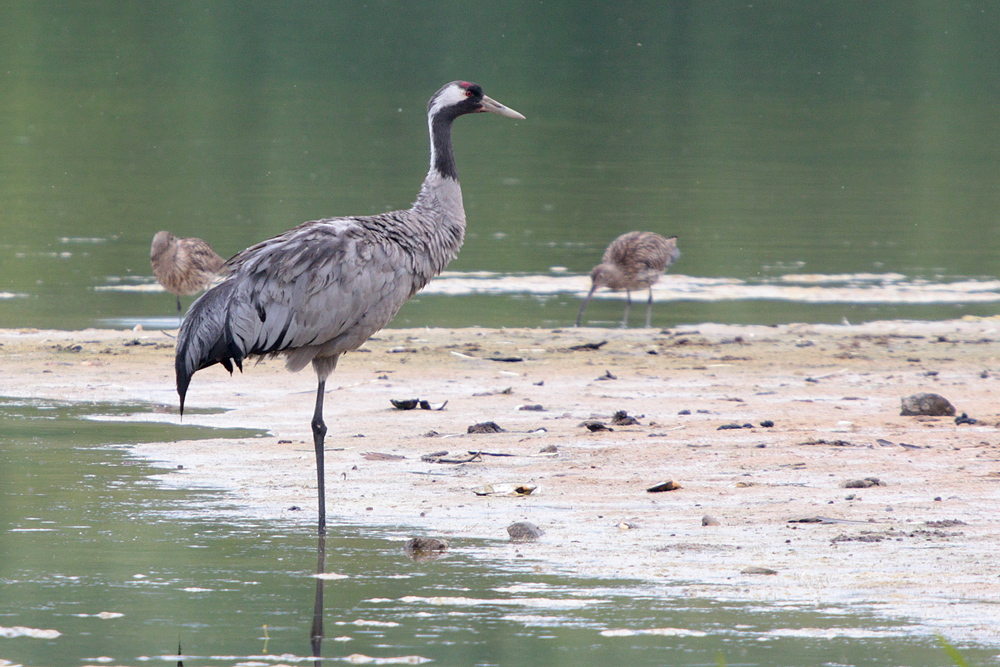
Grus grus

Grus grus este o pasăre mare, impunătoare și un cocor de dimensiuni medii. Are o lungime de 100–130 cm, anvergura aripilor ajungând la 180–240 cm. Greutatea corporală poate varia de la 3 la 6,1 kg, subspeciile nominalizate având o medie de aproximativ 5,4 kg, iar subspecia estică (G. g. lilfordi) având o medie de 4,6 kg. Dintre măsurătorile standard, coarda aripii are 50,7-60,8 cm lungime, tarsul are 20,1-25,2 cm și culmenul expus are 9,5-11,6 cm.
Sexele sunt dificil de distins, totuși, masculii sunt în medie puțin mai mari decât femelele.
Penajul său, în general, este cenușiu în cea mai mare parte a corpului, maroniu mai întunecat pe spate și mai deschis pe piept și aripi. Capul și gâtul superior prezintă un model de culoare cu benzi largi. Fruntea și lorumul sunt negricioase, iar coroana este roșie și fără pene. În spatele ochilor, se întinde o bandă albă de la partea din spate a gâtului până la capătul gâtului, iar o altă bandă negricioasă se întinde din partea din față până la mijlocul gâtului. Penele de zbor primare, vârfurile secundarelor, alula, vârful cozii și marginile acoperitoarelor superioare ale cozii sunt toate negre. Combinația de culori de pe cap îi deosebește de alte specii de cocori din Asia, cum ar fi cocorul călugăr (G. monacha) și cocorul cu gât negru (G. nigricollis).
La fiecare doi ani, înainte de migrație, cocorul adult suferă o năpârlire completă, rămânând în imposibilitate de zbor timp de șase săptămâni, până când îi cresc noile pene.
Vocalizarea lor constă din trâmbițe puternice și rezonante și poate fi auzit la distanțe considerabile.

## Distribuție

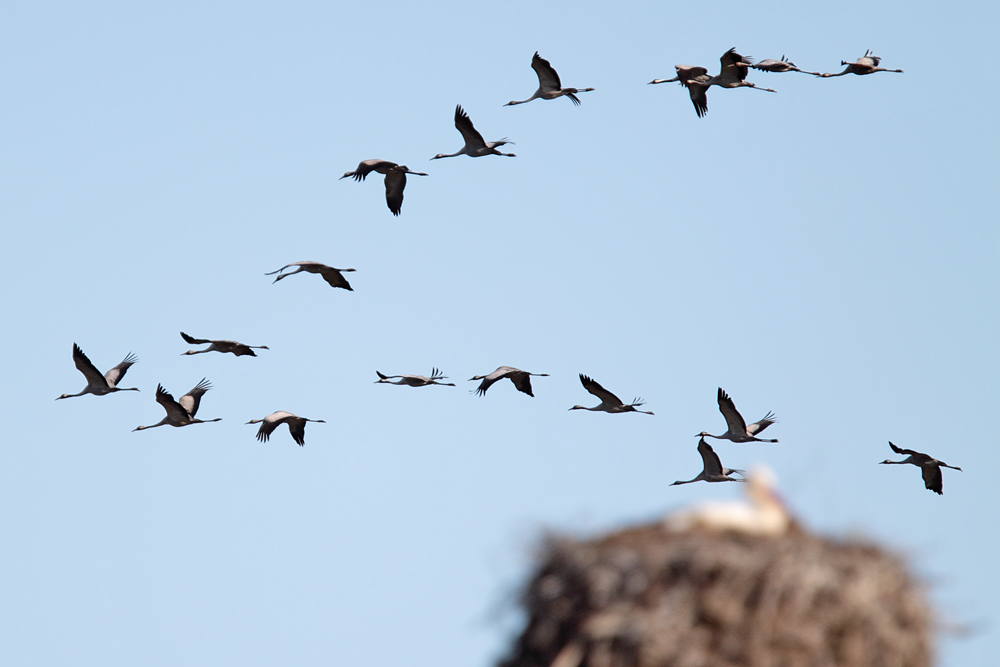
Stol în formă de „V”

Este distribuit în toată Europa, Asia și unele părți din Africa. Se reproduce în nordul Eurasiei, în zone mlăștinoase. Cocorul mare se reproduce, deși în număr redus, și în sudul Europei, în locuri precum Grecia, Iugoslavia, România și Germania. Cea mai mare populație de reproducere din Europa de Vest se găsește în Scandinavia, în special în Finlanda și Suedia. Dar nucleul populației de reproducere a cocorilor mari este Rusia, unde există până la 100.000 de indivizi, deși se reproduce din Ucraina până în peninsula Chukchi și Manchuria. A dispărut din Irlanda de 200 de ani, dar în mod natural s-au întors să se reproducă acolo. În prezent există proiecte de a ajuta cocorul mare să se întoarcă în Irlanda într-un număr mai mare. În mai 2021, ecologiștii din Irlanda s-au arătat entuziasmați și optimiști după ce o pereche de cocori, care au ajuns în zona de mijloc, vor deveni primele care se reproduc acolo în peste 300 de ani.
Cocorul mare este o pasăre migratoare pe distanțe lungi, care iernează în principal în Africa de Nord, deși există și populații care iernează în sudul Europei și Asia. Migrația de toamnă are loc din august până în octombrie în zonele de reproducere și din octombrie până în decembrie în zonele de iernare. Migrația de primăvară începe în februarie în zonele de iernare până la începutul lunii martie, și din martie până în mai în zonele de reproducere. Migrația de primăvară are loc în zonele de iernare încă din anii '70 ai secolului XX, din cauza creșterii temperaturilor și scăderii zonelor inundate, ca posibilă consecință a schimbărilor climatice. Există zone importante unde cocorii fac opriri intermediare în Suedia, Germania și China și de-a lungul Mării Caspice unde mii de cocori pot fi văzuți într-o singură zi de toamnă. Unele populații europene iernează în sudul Europei, în pajiștile și zonele umede din Peninsula Iberică și Franța. Majoritatea cocorilor din Asia iernează în văile râurilor din Sudan, Etiopia, Tunisia și Eritreea și într-o măsură mai mică în Turcia, Israel, Irak și în unele zone ale Iranului. O treime din populația asiatică iernează în subcontinentul indian, inclusiv în Pakistan. Există, de asemenea, câteva populații minore de cocori care iernează în Birmania, Vietnam și Thailanda. Iar cealaltă zonă majoră de iernat este China, unde sunt de obicei cele mai abundente specii de cocori, depășind cocorul cu gât negru cu un raport de zece la unu. Toamna, peste 300.000 de macarale sosesc în Spania din Germania, Scandinavia și țările baltice. 
Este un vizitator rar în Japonia și Coreea, deviat în principal de la populația de iarnă din China și rareori apare ca un vizitator în America de Nord, unde poate fi ocazional văzut alături de cocorul canadian.

## Comportament

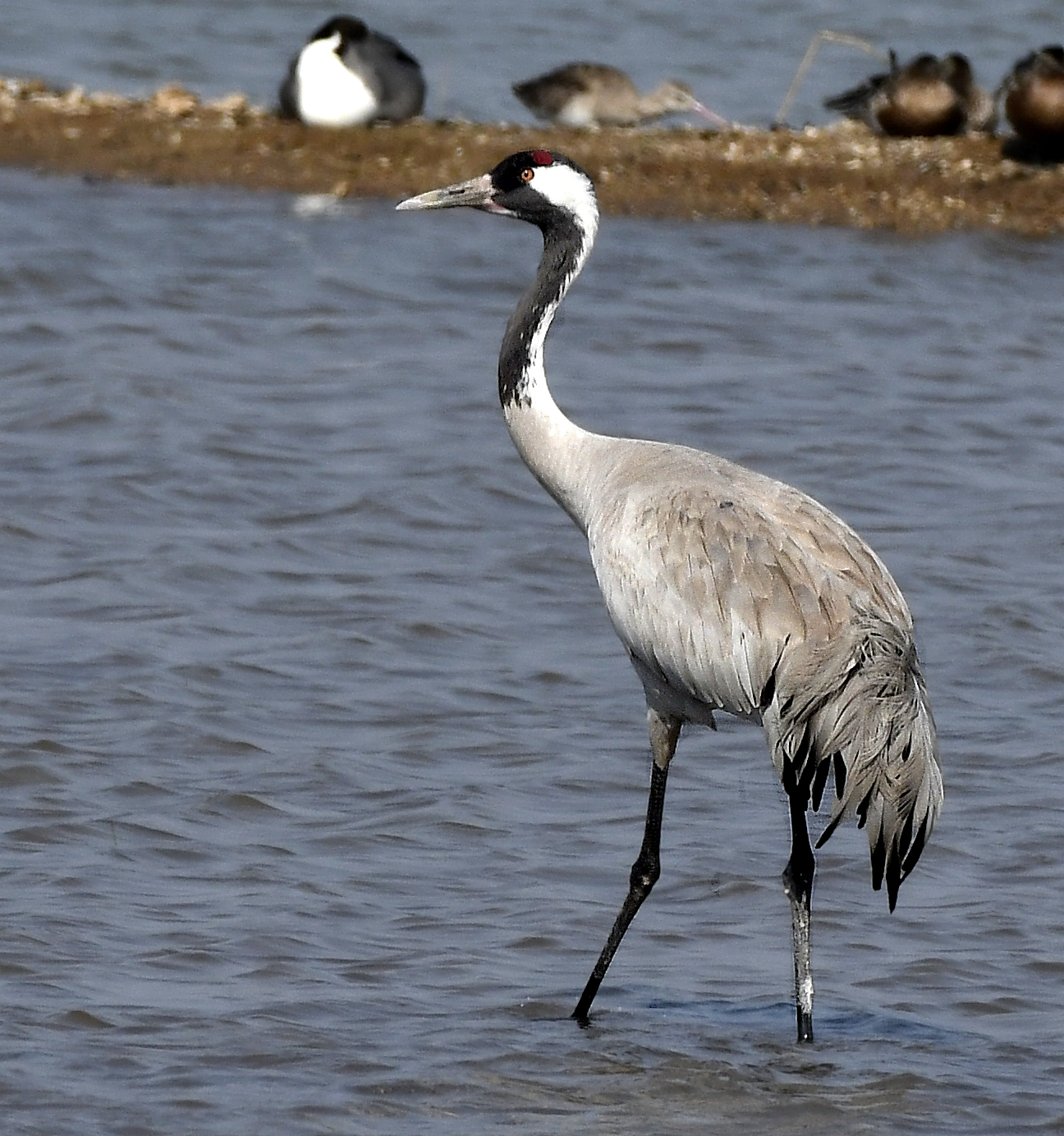
În apă mică căutând hrană.

Este o pasăre gregară care, cu excepția sezonului de reproducere, se adună în cârduri, care zboară în formă de „V” în timpul migrației. La fel ca ceilalți cocori se hrănesc, beau și dorm în grupuri, care pot consta în perechi, grupuri familiale sau cârduri de iarnă, în funcție de sezon. Cârdurile lor pot ajunge până la 400 de indivizi în timpul migrației. La opririle de odihnă în timpul migrației, mii de cocori pot fi văzuți adunați într-un singur loc. Totuși, efectivele acestei specii nu sunt unități sociale stabile, ci grupări temporare pentru a-și îmbunătăți securitatea în timp ce se hrănesc sau se odihnesc.

### Dietă
Este o specie omnivoră care consumă o mare varietate de legume, rădăcini, rizomi, tuberculi, tulpini, frunze, fructe și semințe (inclusiv ghinde și măsline). Animalele mici, cum ar fi insectele, păianjenii, milipedele, crabii, viermii, melcii, amfibienii și rozătoarele, fac, de asemenea, parte din dieta lor, pe care o consumă pe tot parcursul anului, dar care devin deosebit de importante în dieta lor în timpul sezonului de împerechere.
Cocorii mari se hrănesc atât pe uscat, cât și în ape puțin adânci, explorând cu ciocul organisme comestibile. Deși la nivel local pot deteriora unele culturi, în general iarna ei consumă numai cerealele care au căzut pe pământ.

### Reproducere
La fel ca alți cocori, cocorul mare formeză perechi monogame pe viață. Numai dacă unul dintre parteneri moare, supraviețuitorul încearcă să formeze un nou cuplu în anul următor. Deși cuplurile rămân împreună ani de zile, ei efectuează ritualuri de împerechere în fiecare primăvară. Ceremoniile, uneori colective, sunt foarte spectaculoase; cuplurile efectuează dansuri complexe, inclusiv desfășurarea aripilor, arcuri, piruete și opriri, ridicări ale capului și ipostaze sincronizate. 

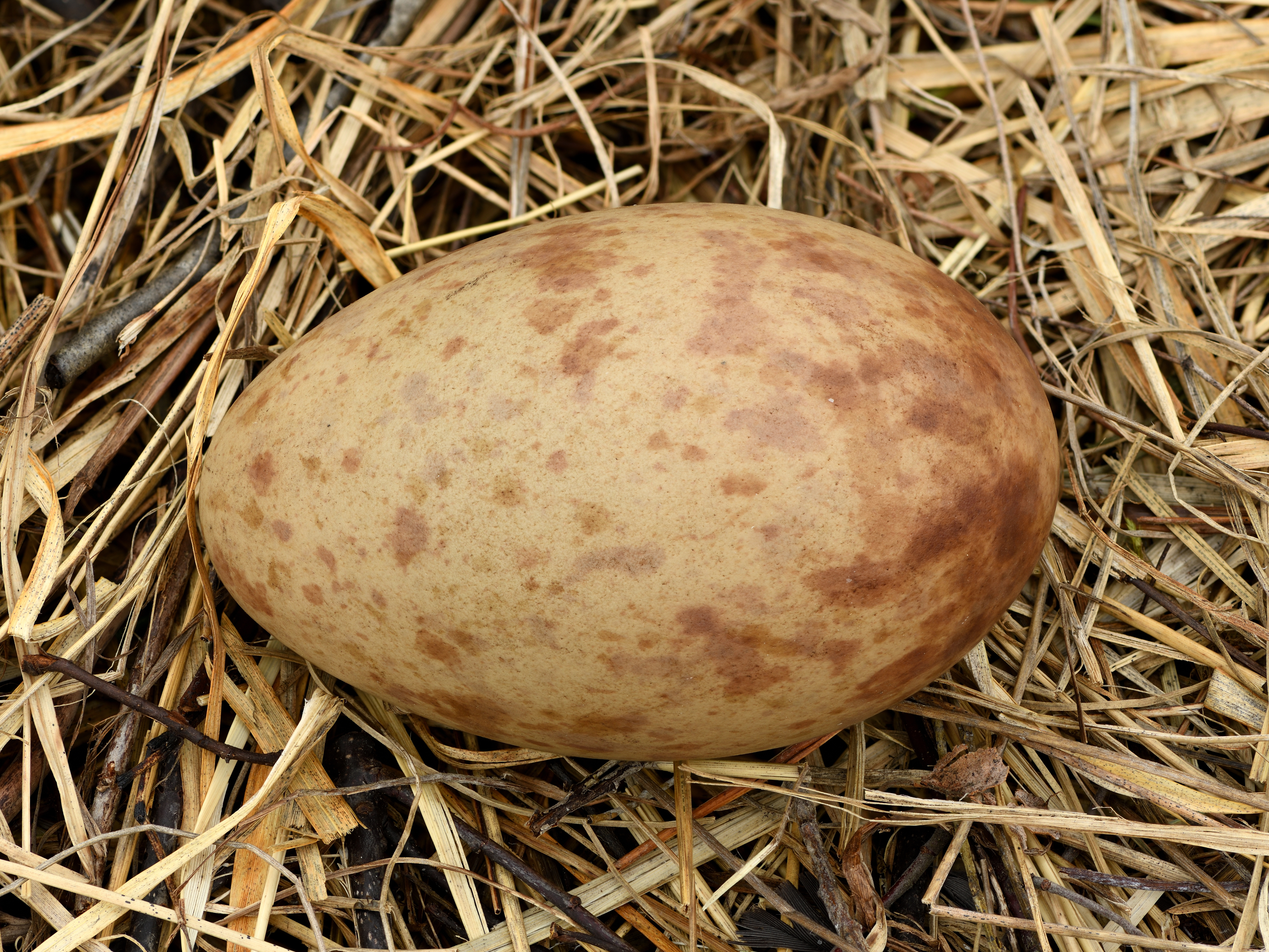
Ou

Teritoriul de cuibărire al cocorului mare este variabil și depinde de tipul de habitat local. Poate varia în mărime de la două la cinci sute de hectare. Perechile aleg un loc liniștit, de preferință printre plantele de mlaștină de lângă marginea apei, unde femela pregătește un cuib, o grămadă mare de tulpini și frunze pe care îl poate folosi timp de câțiva ani la rând.
Femela depune de obicei două ouă, uneori doar unu și rareori 3 sau 4. Incubația durează o lună și este realizată în principal de femelă, deși ocazional colaborează și masculul. Dacă oamenii se apropie de cuib, ambii părinți se angajează într-un afișaj de distragere a atenției, dar dacă se apropie de cuib prădători mai mici, cum ar fi câinii sau vulpile, acestea sunt atacate aproape imediat. Puii răspund, în general, la pericol stând pe loc, folosindu-și puful camuflat maro, și lăsând pe ferocii lor părinții să îi apere. Puii tineri își folosesc aripile pentru a-i stabiliza în timpul alergării, în timp ce la vârsta de 9 săptămâni pot zbura pe distanțe scurte. Păsările adulte trec prin năpârlirea post-reproducătoare în timp ce-și îngrijesc puii, fiind incapabili să zboare timp de 5 până la 6 săptămâni, timp în care nici puii lor nu pot.

### Longevitate
Această specie ar putea trăi până la 30 sau 40 de ani. Dar datele despre longevitate (43 de ani) și durata medie de viață (12 ani) au fost publicate cu cocori captivi. Cocorii mari care trăiesc în sălbăticie ar trebui să prezinte o viață mai scurtă.